# Herbert S. White
Herbert S. White   (5 de juliol de 1927 - 9 de setembre de 2024) va ser un bibliotecari i documentalista estatunidenc, pioner en l'estudi de biblioteques especialitzades.

## Trajectòria professional
Llicenciat en Química per la Universitat de Siracusa (Nova York) el 1950, va realitzar al mateix centre un postgrau en Biblioteconomia, compaginat amb un programa a la Biblioteca del Congrés sobre biblioteques, ciència i tecnologia. El 1953, un cop acabat el programa, va començar a treballar en tasques relacionades amb la recuperació de la informació en grans empreses i entitats públiques americanes, entre les quals cal destacar el seu paper com a director del centre d'informació científica i tecnológica de la NASA, entre 1964 i 1968.
El 1970 es va incorporar a l'Institut d'Informació Científica de Filadelfia com a vicedirector de l'àrea d'operacions i administració, lloc que va ocupar fins al 1975, en què començà a impartir classes a la Facultat de Biblioteconomia i Ciències de la Informació de la Universidad de Indiana. El 1980 fou escollit degà de la Facultat, i el 1991 n'era nomenat professor emèrit. Va ocupar també un càrrec com a professor adjunt a la Universitat d'Arizona.
Va ser membre de diferents organitzacions internacionals en el camp de la Informació i Documentació, i en va ocupar càrrecs de responsabilitat, com ara president de l'Special Libraries Association (1969-1970), director de l'American Federation of Information Processing Societies (1972-1978), i president de l'American Society for Information Science and Technology (1973-1974); igualment, entre 1976 i 1982 va ocupar diferents llocs de responsabilitat a la Federació Internacional d'Información i Documentació (La Haia).

## Obra
Va ser autor de més de diversos llibres i vora dos-cents articles sobre temes relacionats amb l'organització de biblioteques, la supervisió i automatització de biblioteques. Va participar en nombroses conferències, seminaris i tallers. Durant més d'una dècada, va publicar una columna d'opinió, «White Papers», a la revista Library Journal. Una ampla selecció d'aquestes columnes varen ser recollides i editades en el volum Biblioteconomia Quo Vadis? (Biblioteques Unlimited: 2000).